# Donndorf (Roßleben-Wiehe)
Donndorf ist ein Ortsteil der Stadt und Landgemeinde Roßleben-Wiehe im Kyffhäuserkreis im Bundesland Thüringen.

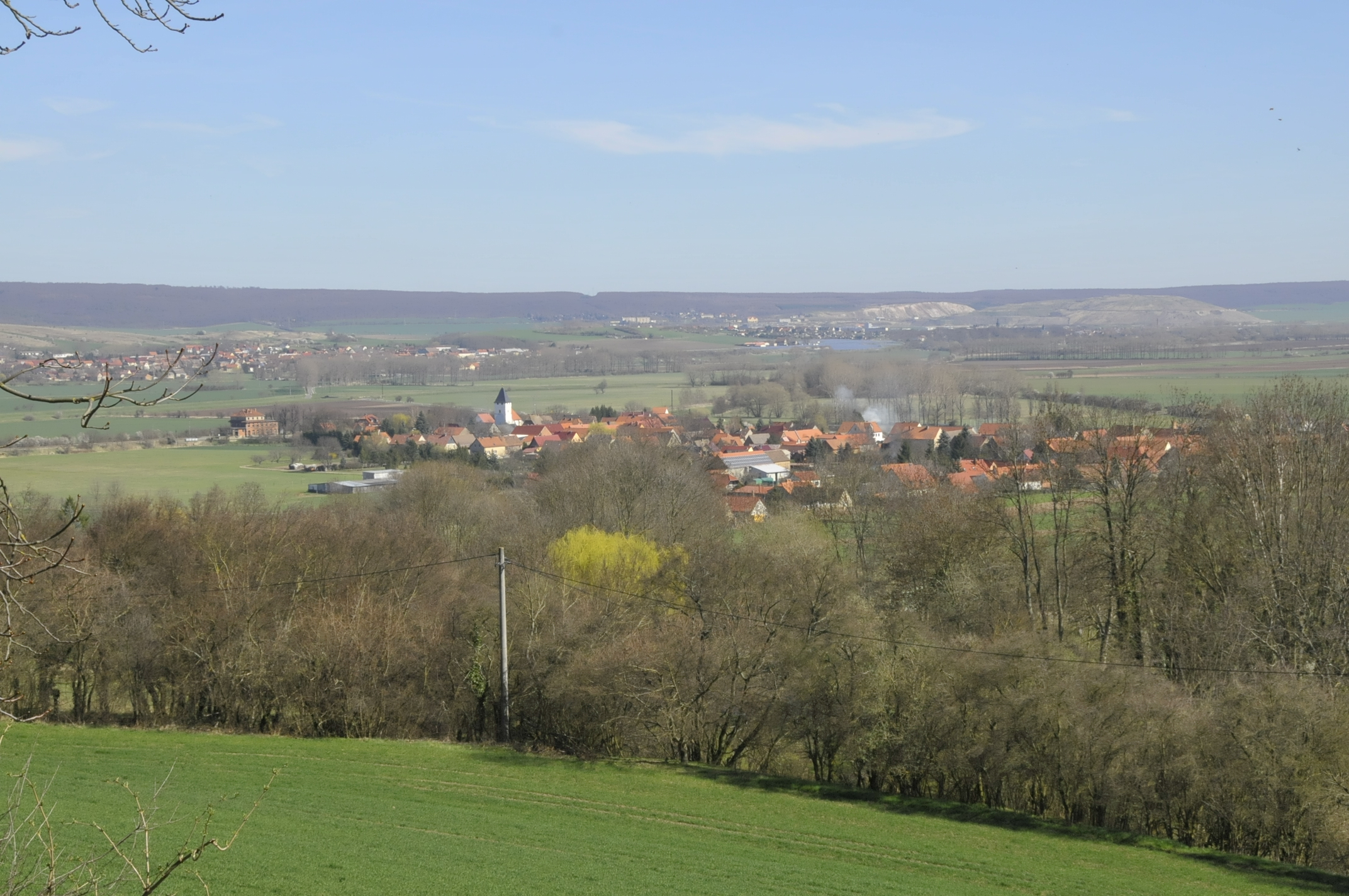
Ortsansicht vom Kloster Donndorf aus

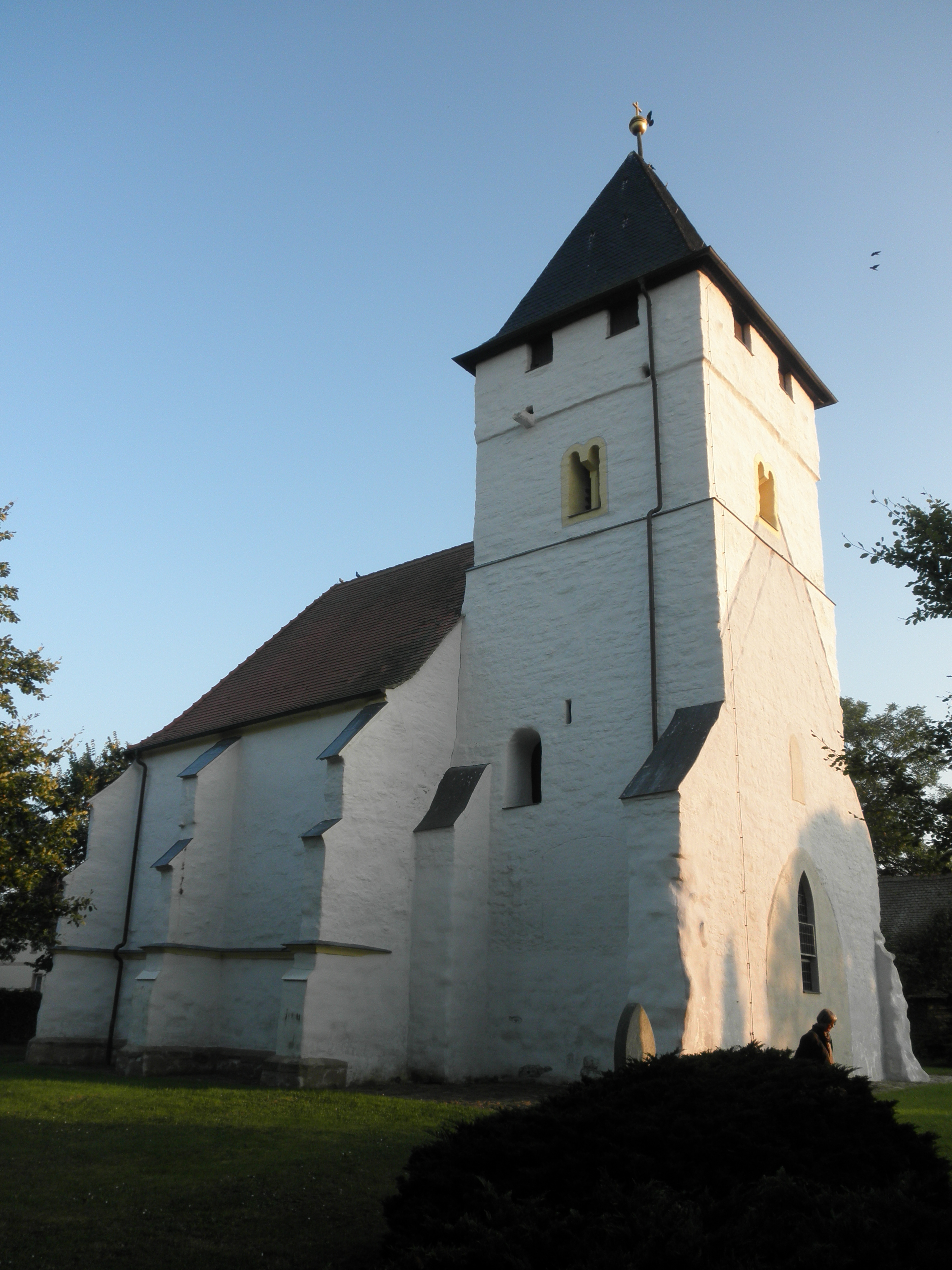
Alte Peter und Paul-Kirche in Donndorf (2014)

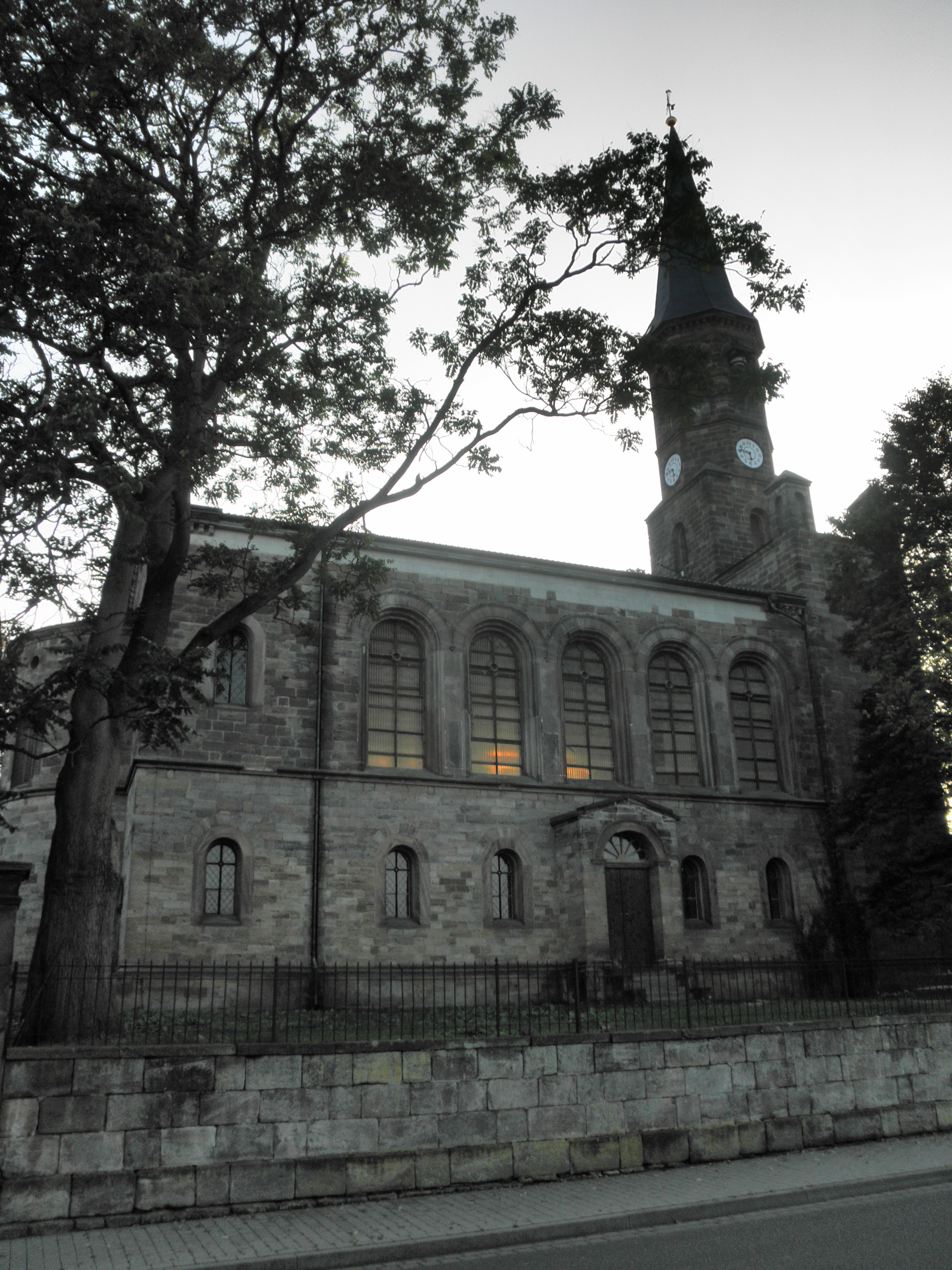
Neue Peter und Pauls-Kirche in Donndorf (2014)

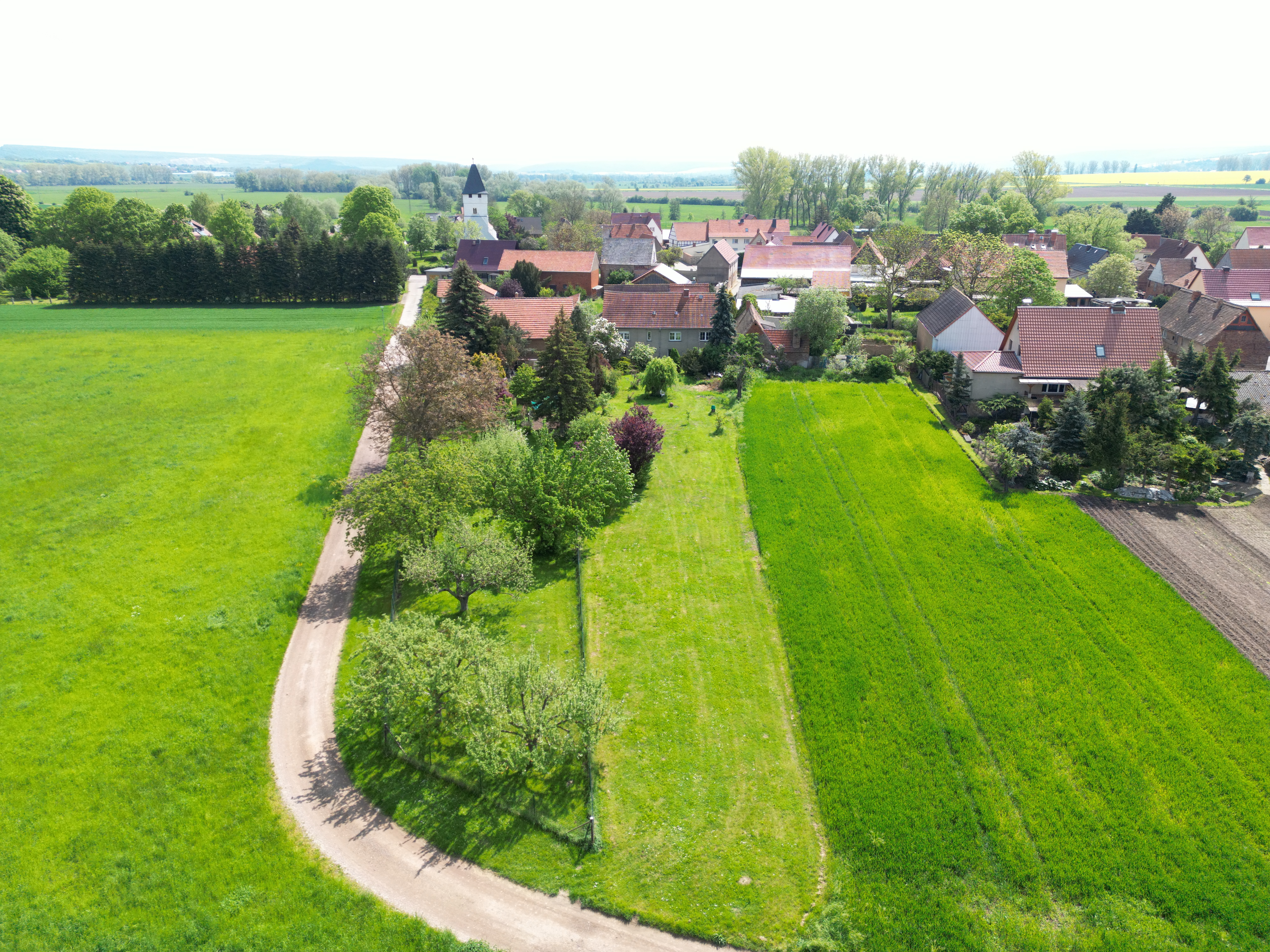
Luftbild Ortsrand

## Geschichte
Zu Beginn des 9. Jahrhunderts wird Donndorf in einem Verzeichnis der Güter des vom Erzbischof Lullus († 786) von Mainz erbauten Klosters Hersfeld urkundlich erwähnt. Eine mittelalterliche Burg soll auf dem Gelände des örtlichen Klosters gestanden haben. Untersuchungen bestätigten diese Vermutung. Ein Herr Hermanus de Tundorf wurde 1190 genannt. Es ist aber noch nicht bestätigt, dass die Familie in der Burg sesshaft war.
Kleinroda

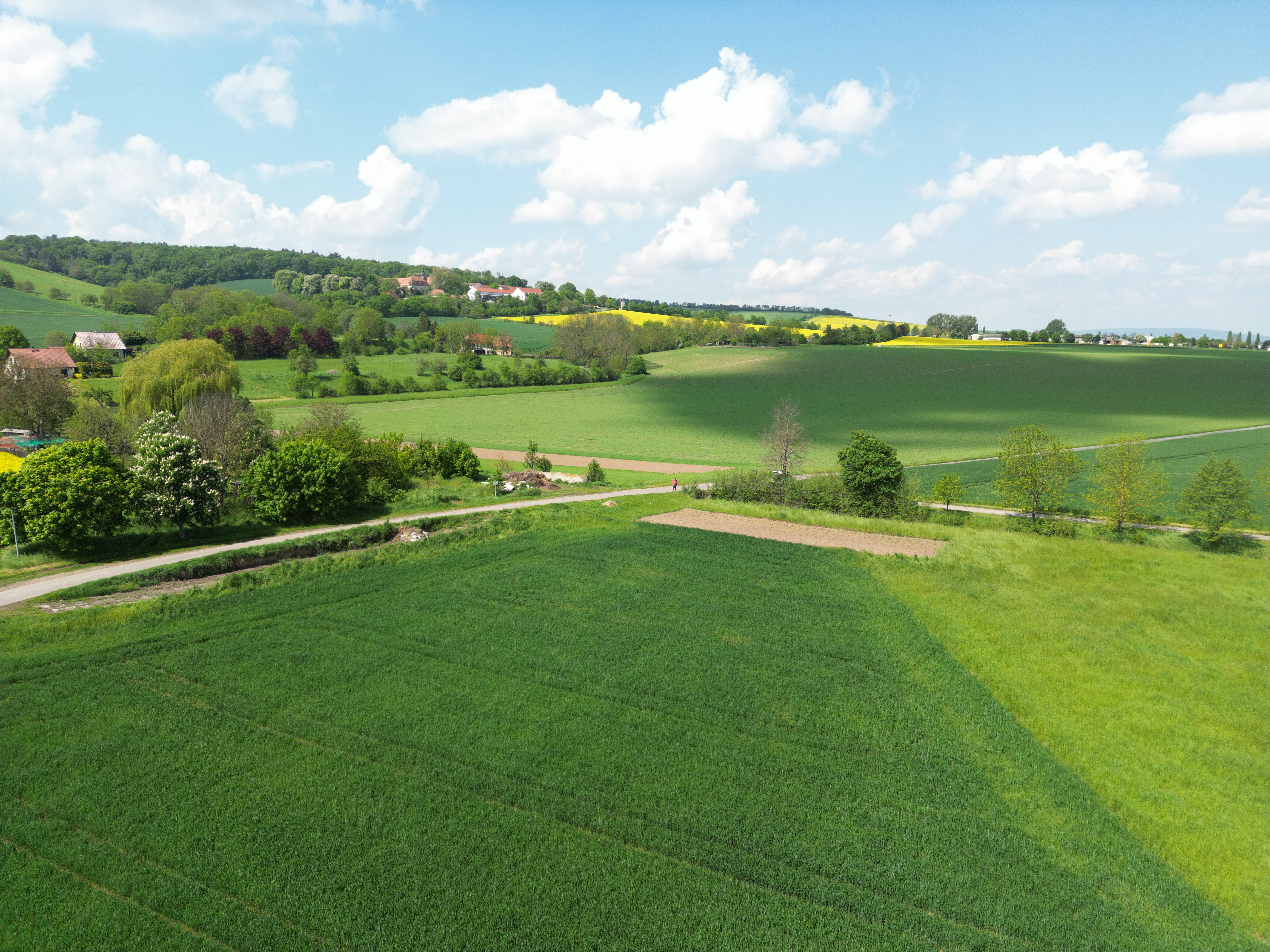
Blick auf Kleinroda von Donndorf aus

Kleinroda ist vermutlich im 12. Jahrhundert entstanden. Der Namensendung nach entstand Kleinroda durch die Rodung von Wäldern und der sich anschließenden Besiedelung der entstehenden Flächen. Viele dieser auf diese Weise entstandenen Orte enden auf -roda, rode oder -reuth. Kleinroda wurde am 1. Juli 1950 eingemeindet.
Kloster Donndorf
Das Kloster Donndorf wurde erstmals 1250 urkundlich erwähnt. Seine Geschichte begann etwa um dieses Jahr mit der Stiftung des Zisterzienser-Nonnenklosters in der Grafschaft Wiehe-Rabiswalde. 1525 wurde das Kloster von aufständischen Bauern gestürmt. Im Zuge der Reformation wurde es als Lateinschule in eine Klosterschule umgewandelt.  Die Administration des Klosters und der Klosterschule Donndorf hatten seit 1540 die Freiherren von Werthern-Wiehe, seit 1869 die Freiherren von Werthern-Bachra inne. Das Klostergut bewirtschaftete 170 Hektar, dazu 250 Hektar Wald. Die Stiftung Klosterschule bildete ein geistiges Zentrum der Region. Bekannteste Schüler der Lateinschule waren der Historiker Leopold von Ranke und der Chemiker Fritz Hofmann. 1924 musste die Lateinschule wegen inflationsbedingter Schwierigkeiten ihre Pforten schließen. 1928 erfolgte die Eingemeindung des Klosters nach Donndorf. 1945 wurde die Familie von Werthern entschädigungslos enteignet und vertrieben. Nach der Wende wurden 1994 bis 1996 die heruntergekommenen Gebäude von Kloster und Klostergut umfassend saniert. 1996 zog die Ländliche Heimvolkshochschule ein.
Am 1. Januar 2019 schlossen sich die Gemeinden Donndorf und Nausitz sowie die die Städte Roßleben und Wiehe zur neuen Stadt und Landgemeinde Roßleben-Wiehe zusammen. Erfüllende Gemeinde für Donndorf war die Stadt Wiehe.
Ortsteile der Gemeinde Donndorf waren Kleinroda sowie Kloster Donndorf, das dem Ort seinen Namen gab.

### Einwohnerentwicklung
Entwicklung der Einwohnerzahl (31. Dezember):
| - 1994 - 912 - 1995 - 897 - 1996 - 882 - 1997 - 898 - 1998 - 903 - 1999 - 897 | - 2000 - 904 - 2001 - 896 - 2002 - 882 - 2003 - 859 - 2004 - 849 - 2005 - 848 | - 2006 - 834 - 2007 - 858 - 2008 - 854 - 2009 - 855 - 2010 - 828 - 2011 - 826 | - 2012 - 815 - 2013 - 811 - 2014 - 811 - 2015 - 809 - 2016 - 794 - 2017 - 783 | - 2018 - 774 |

Datenquelle: Thüringer Landesamt für Statistik

## Politik

### Ehemalige Bürgermeister
- 1955–1961: Oskar Gunatowski
- 1961–1971: Kurt Christ
- 1971–1975: Joachim Heller
- 1975–1990: Reinhard Heller
- 1990–2022: Gudrun Holbe
- 2022: Antje Ruppe

## Sehenswürdigkeiten
- Die Sankt Peter- und Paulskirche fand erstmals in der zweiten Hälfte des 13. Jahrhunderts urkundliche Erwähnung. Der im Stil der Gotik errichtete Altar stammt aus dem 15. Jahrhundert.

Eine Infotafel an der Klosterkirche im Kloster Donndorf weist auf, dass die Kirche im Jahr 1008 erbaut wurde und um 1120 mit dem Ort zum Dekanat Reinsdorf kam. Die erste Erwähnung fand im Jahre 1253 als Peterkirche und Pfarrkirche statt. 1658 erhielt die Kirche eine Orgel. Um 1715 wurde die mittlere Turmglocke entfernt und neu gegossen. Um 1850 wurde der älteste Teil der Kirche, das Kirchenschiff aus Sandstein, abgerissen. 1938 sollte die Kirche als Getreidespeicher genutzt werden, was allerdings verhindert werden konnte. Seit 1964 wird die Kirche von beiden Konfessionen genutzt. Mit einem Festgottesdienst und einer Glockenweihe wurde die Kirche am 14. Mai 1954 erneut ihrer Bestimmung übergeben. In den Jahren 2004 bis 2008 unterzog man die Kirche einer erneuten Sanierung. Am 4. Oktober 2008 wurde die Alte St. Peter und Paul-Kirche in einem ökumenischen Gottesdienst der Gemeinde übergeben.
Das Innere beherbergt unter anderem einen dreiteiligen Flügelaltar mit einer Predella, die eine Marienkrönung mit sechs Aposteln zeigt, darunter auch die beiden Schutzpatrone, zusätzlich sechs Heilige. Predella  und Schnitzaltar werden in die erste Hälfte des 15. Jahrhunderts datiert. Die Predella zeigt in ihrer Mitte das dornengekrönte Antlitz Jesu auf dem „Schweißtuch der Veronika“, das von umgebenden sechs Aposteln gehalten wird. Dieses Gesamtwerk wurde im Jahre 2010 restauriert und ist ein bedeutendes Kunstwerk der alten thüringischen Schnitzkunst.
- Die Neue Peter- und Paulskirche entstand in der zweiten Hälfte des 19. Jahrhunderts.

Schon 1830 wurde der Bau geplant, und am 29. Juni 1849, dem Peter-und-Pauls-Tag, erfolgte die feierliche Grundsteinlegung auf dem Grundstück des ehemaligen Hornickelschen Bauerngutes. Die Einweihung erfolgte am 18. Mai 1856. Die Kirche hat einen schlanken, 48 m hohen Turm mit einer langen, schiefergedeckten Spitze. Die Glocken befanden sich im Unterbau des Turmes, da im Glockenstockwerk kein Platz war. In der oberen Mauerkrone war eine Dachtraufe aus Zinkblech eingelassen, die wegen eines Baufehlers nicht gereinigt wurde und schließlich zum Verfall des Kirchenschiffes führte. Am 17. August 1978 stürzte das Dach ein. Am 20. und 21. September 1986 wurde die defekte Turmspitze abgetragen. Unter Führung der Gemeinde erfolgten 1995 bis 1997 umfangreiche Sanierungsarbeiten, Turm und Schiff erhielten neue Dächer.
Unmittelbar vor der Kirche stehen drei Kriegerdenkmale für die Gefallenen des Dorfes in den beiden Weltkriegen, im Krieg von 1870/71 und im Preußisch-Österreichischen Krieg von 1866.
- Das Donndorfer Steinkreuz aus dem Mittelalter, dessen Entstehung ungeklärt ist. Es steht vor der neuen Kirche und besteht aus heimischem Buntsandstein.
- Das historische Kloster mit der Klosterkirche, dessen Gebäude heute unter Denkmalschutz stehen. Heute ist hier die Ländliche Heimvolkshochschule Thüringen[8] untergebracht. Der aus Sandstein gemauerte 5 m hohe Torbogen bildet den nördlichen Abschluss der Klostergebäude und wurde 1747 erbaut.

Die historischen Baudenkmäler Kloster Donndorf sowie Sankt Peter- und Paulskirche wurden in den 1990er Jahren durch die Deutsche Stiftung Denkmalschutz gefördert.

## Verkehr
Donndorf liegt an der Unstrutbahn (seit 2006 ohne regulären Schienenpersonennahverkehr), die die Städte Naumburg und Artern verbindet. Der Schienenpersonennahverkehr wurde im Dezember 2006 vom Freistaat Thüringen zwischen Nebra und Artern abbestellt. Die Interessengemeinschaft (IG) Unstrutbahn e. V., mit Sitz in Donndorf, bemüht sich seit dieser Zeit um eine Wiederaufnahme des regulären Fahrbetriebes der Unstrutbahn. In einem Teilschritt bestellt der Verein über 80 Sonderzüge im Jahr zwischen Naumburg-Nebra-Roßleben-Artern. Mehrmals im Jahr ist der Bahnhof Donndorf zudem Ziel des Unstrut-Schrecke-Express, der von Erfurt naturinteressierte Bürger in die Hohe Schrecke und in das Unstruttal bringt. Dabei spielt der Bahnhof Donndorf eine bedeutende Rolle. Das Gebäude wurde durch eine Privatperson gekauft, der hier im Jahr 2015 eine Biomosterei mit Ferienwohnungen eingerichtet hat. Darüber hinaus durchläuft die Landstraße von Reinsdorf bei Artern nach Wiehe das Ortsgebiet. Rund 15 Kilometer von Donndorf entfernt verläuft nördlich die A 38.

## Söhne und Töchter des Ortes
- Camillo Freiherr von Seebach (1808–1894), Jurist und Staatsminister von Sachsen-Coburg und Gotha
- Beate Thomann (* 1951), Landtagsabgeordnete
- Gudrun Holbe (* 1958), Landtagsabgeordnete